# Helge Payer
Helge Payer (Wels, 9 agosto 1979) è un ex calciatore e commentatore televisivo austriaco.
È stato a lungo nella rosa del Rapid Vienna, squadra con la quale ha conquistato per due volte il titolo di campione d'Austria e che ha lasciato nel 2012 per tentare l'esperienza all'estero. Tuttavia, poco dopo ha firmato un contratto con la ORF e, dal 31 marzo 2013, commenterà le partite di Bundesliga trasmesse dall'emittente televisiva di Stato austriaca.

## Carriera

### Club

#### Gli esordi nel RapidAmateure
Payer cominciò a giocare a calcio nell'Eintracht Wels, la squadra della sua città natale, prima di trasferirsi a Vienna nel 1991 per giocare con le giovanili del Rapid. L'esordio nella formazione Amateure avvenne nella Wiener Stadtliga 1997-1998, stagione che terminò con la conquista della WFV-Cup in finale contro lo Stadlau (3-0). Payer rimase con la formazione riserve per altre tre stagioni, disputando la finale di coppa anche nel 1998-1999, persa ai tiri di rigore dal Polizei/Feuerwehr (7-8).

#### La Regionalliga col Kottingbrunn
Nel 2000-2001 fu in prestito al Kottingbrunn, in Regionalliga Ost, dove si impose come titolare totalizzando 26 presenze. A fine stagione la formazione della Bassa Austria vinse il campionato con 58 punti, due in più rispetto alla coppia Floridsdorfer AC-Hundsheim, qualificandosi per gli spareggi-promozione.
Qui, una sconfitta casalinga (0-1) e un pareggio esterno (2-2) non furono sufficienti per ottenere la promozione in Erste Liga, che andò al Pasching.

#### Il ritorno al Rapid

##### Un campionato da titolare
Dopo la positiva stagione in prestito, Payer fu richiamato alla base dal nuovo allenatore Lothar Matthäus. L'esordio in Bundesliga avvenne il 10 ottobre 2001, in occasione della 14ª giornata, a Bregenz contro i padroni di casa dello Schwarz-Weiß, che vinsero per 2-1. Da allora, Helge divenne il portiere titolare del Rapid, chiudendo la stagione (la peggiore nella storia del club, 8º posto finale) con 23 presenze in campionato, una in ÖFB-Cup e due in Coppa UEFA. L'esordio europeo per Payer fu il 18 ottobre 2001 al Parco dei Principi nella sconfitta per 4-0 contro il Paris SG, andata del secondo turno della manifestazione.
La stagione successiva vide il giovane portiere contendere il ruolo di titolare a Ladislav Maier. In Bundesliga totalizzò 18 presenze, in coppa 2, per un totale di 20 partite stagionali. Malgrado le poche presenze, a fine stagione fu votato dai tifosi come Rapidler der Saison e fu inserito nella squadra ideale dell'anno dalla rivista Sportwoche.
Nel 2003-2004 le presenze in campionato salirono a 26 ed il Rapid si classificò al 4º posto per la seconda stagione consecutiva. Anche in questo caso Payer fu inserito da Sportwoche nel miglior undici stagionale.

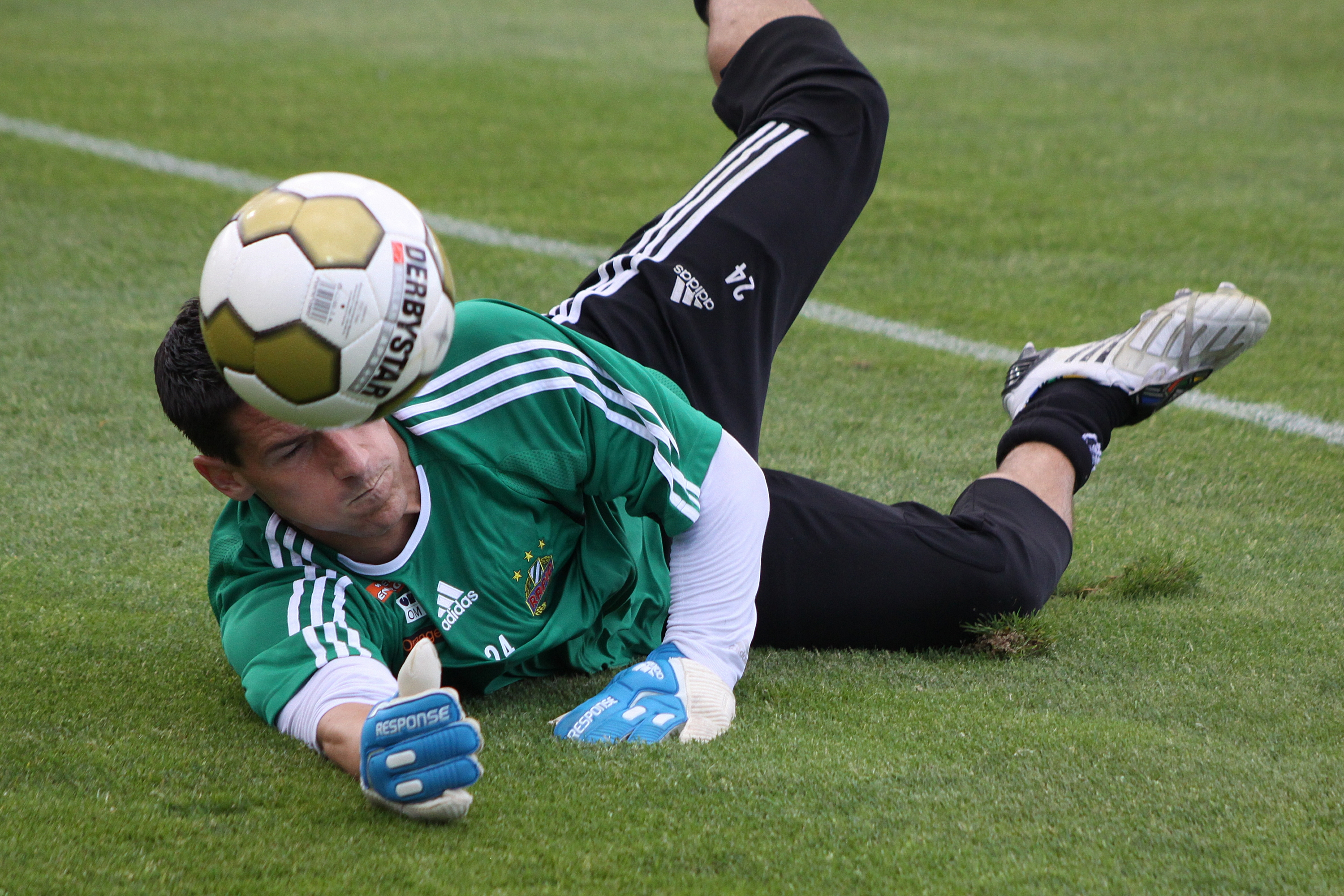
Payer durante un allenamento

La stagione 2004-2005 vide tre portieri alternarsi tra i pali del club: Payer scese in campo in 23 occasioni, seguito da Jürgen Macho (8 presenze) e da Maier (6). A dispetto dell'alternanza, la squadra guidata da Josef Hickersberger chiuse la stagione al primo posto, conquistando il 31º titolo nazionale della storia del club. Payer giocò anche 4 partite in ÖFB-Cup, inclusa la finale del 1º giugno 2005 contro l'Austria Vienna, persa 3-1. In Coppa UEFA gli furono invece preferiti Maier e Macho. A fine stagione, fu eletto portiere dell'anno dalla Bundesliga e fu premiato come tale anche dal quotidiano Kurier Zeitung, che lo inserì nel proprio team ideale unitamente a Sportwoche.

##### Capitano e il secondo titolo
Nel 2005-2006 Payer divenne il titolare indiscusso della porta bianco-verde. In campionato totalizzò 32 presenze, altre due in coppa d'Austria e 8 in Champions League, due nei turni preliminari e 6 nella fase finale. Sportzeitung lo inserì nell'undici dell'anno e i tifosi lo elessero per la seconda volta Rapidler der Saison. Indossò anche, per la prima volta, la fascia da capitano nel breve periodo in cui Steffen Hofmann si trasferì al Monaco 1860.
La stagione successiva si concluse al 4º posto, con Payer in campo 34 volte in 36 giornate. Ancora meglio fece nel 2007-2008, giocando tutte le 36 partite di Bundesliga, nella stagione iniziata con la vittoria nella Coppa Intertoto e conclusasi con la conquista del 32º campionato austriaco. Questo successo gli valse il premio di miglior portiere dell'anno dai quotidiani Krone e Österreich.
Avendo annunciato un periodo di inattività, il suo ex-allenatore Hickersberger, divenuto nel frattempo Commissario tecnico della Nazionale, non poté convocarlo per Euro 2008.
Nel 2008-2009 la porta del Rapid non ebbe un "padrone" fisso: si alternarono Andreas Lukse (9 volte in campo), Raimund Hedl (8 presenze) e il tedesco Georg Koch (7) acquistato per sostituire Payer. Koch fu vittima di un incidente durante il derby e dovette abbandonare l'attività. Payer annunciò quindi il suo ritorno in squadra. Il Rapid chiuse il campionato al 2º posto ma fu eliminato nel secondo turno preliminare di Champions League.

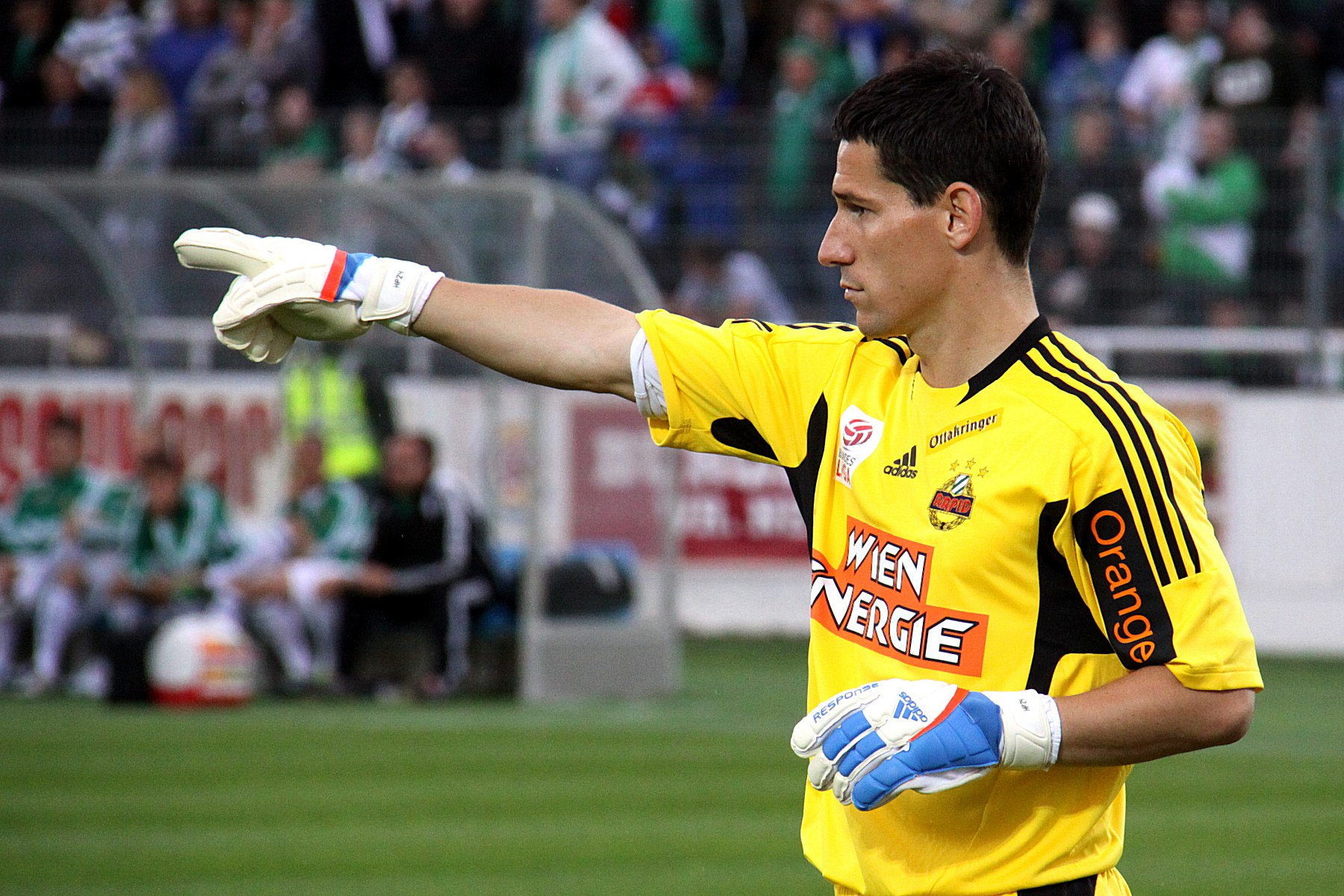
Payer in campo durante Wiener Neustadt-Rapid Vienna (0-2), il 23 luglio 2011

Il 2009-2010 fu l'ultimo anno da titolare per il portiere che non aveva mai lasciato il numero 24: ventidue presenze nel campionato chiuso al 3º posto e 11 in Europa League, dove il Rapid viene eliminato nella fase a gironi.

##### L'ultima stagione al Rapid
Durante la stagione 2010-2011 Payer e Hedl si dividono la titolarità dei pali del Rapid: 15 e 21 presenze rispettivamente. Helge gioca anche 4 partite in ÖFB-Cup e una in Europa League. La stagione vede il club terminare al 5º posto in Bundesliga.
Nella stagione successiva Helge Payer è titolare in 12 partite di Bundesliga; il Rapid arriva alla piazza d'onore dietro al Salisburgo. Nella ÖFB-Cup scende in campo negli ottavi di finale contro il Ried, il 26 ottobre 2011, una sconfitta per 1-2 ai tempi supplementari.
La sua ultima partita è datata 20 novembre 2011, in un Gerhard Hanappi Stadion esaurito per la sfida contro il Salisburgo, vinta 4-2 dai padroni di casa.
Al termine della stagione Helge Payer annuncia il suo ritiro, dopo 11 anni e 298 partite in maglia bianco-verde, delle quali 254 in Bundesliga, 14 in ÖFB-Cup e 30 nelle coppe europee.

#### Kalloni
Tuttavia, in seguito è alla ricerca di una squadra e il 27 agosto firma per i greci del Kalloni, squadra militante nella seconda divisione ellenica.
L'avventura in Grecia dura solamente fino a gennaio 2013. Dopo aver collezionato 4 presenze in Football League, Payer e la società di comune accordo decidono di risolvere il contratto.

### Nazionale
Il cammino in Nazionale di Payer comincia nella rappresentativa Under-16, dove totalizza 11 presenze.
Nella Nazionale Under-17 gioca 6 partite.
Passa poi alla rappresentativa Under-18, con la quale totalizza 10 presenze.
Nell'Under-21 Payer gioca 13 partite.
Esordisce in Nazionale maggiore l'11 giugno 2003, convocato dal Commissario tecnico Hans Krankl per la sfida contro la Bielorussia, giocata a Innsbruck nel quadro delle qualificazioni ad Euro 2004 e vinta 5-0. Da allora ha totalizzato complessivamente 20 presenze, l'ultima delle quali il 14 ottobre 2009 contro la Francia, a Saint-Denis (1-3).

## Palmarès
- Campionato di Regionalliga: 1

Kottingbrunn: 2000-2001
- Campionato austriaco: 2

Rapid Vienna: 2004-2005, 2007-2008